# Maquon (Illinois)
Maquon est un village du comté de Knox dans l'Illinois, aux États-Unis,. Situé au centre du comté, il est incorporé le 30 juillet 1894.

## Démographie
Lors du recensement de 2010, le village comptait une population de 284 habitants. Elle est estimée, en 2016, à 280 habitants.

## Source de la traduction
- (en) Cet article est partiellement ou en totalité issu de l’article de Wikipédia en anglais intitulé « Maquon, Illinois » (voir la liste des auteurs).